# Пероксогидрокарбонат калия
Пероксогидрокарбона́т ка́лия — неорганическое соединение,
кислая соль калия надугольной кислоты (несуществующей)
с формулой KHCO2(O2),
бесцветные кристаллы,
устойчив в сухом состоянии,
разлагается в воде.

## Получение
- Действие перекиси водорода на охлаждённый раствор гидрокарбоната калия:

{\displaystyle {\mathsf {KHCO_{3}+H_{2}O_{2}\ {\xrightarrow {0^{o}C}}\ KHCO_{2}(O_{2})+H_{2}O}}}

## Физические свойства
Пероксогидрокарбонат калия образует бесцветные кристаллы ромбической сингонии, пространственная группа P ma2, параметры ячейки a = 1,132 нм, b = 0,325 нм, c = 1,05 нм.

## Химические свойства
- Разлагается в воде:

{\displaystyle {\mathsf {KHCO_{2}(O_{2})+2H_{2}O\ {\xrightarrow {}}\ KHCO_{3}+H_{2}O_{2}}}}
- Разлагается при нагревании:

{\displaystyle {\mathsf {2KHCO_{2}(O_{2})\ {\xrightarrow {80^{o}C}}\ K_{2}CO_{3}+CO_{2}\uparrow +O_{2}\uparrow +H_{2}O}}}